# Trotzheirat
Trotzheirat, Alternativtitel Die unvollkommene Ehe, Originaltitel Spite Marriage, ist eine US-amerikanische Stummfilm-Komödie aus dem Jahre 1929. Die Hauptrolle übernahm Buster Keaton, der auch gemeinsam mit Edward Sedgwick die Regie führte. Es war nach The Cameraman (1928) Keatons zweiter Film bei Metro-Goldwyn-Mayer; außerdem der letzte Spielfilm, bei dem er die Regie übernahm, und sein letzter Stummfilm.

## Handlung
Der Kleidungsreiniger Elmer idolisiert die bekannte Theaterschauspielerin Trilby Drew und verpasst keine Vorstellung von ihr. Trilby hingegen liebt ihren Mitschauspieler Lionel Benmore. Trotz der offensichtlichen Aussichtslosigkeit seiner Liebe besucht Elmer weiter Vorstellungen und gerät einmal sogar über Umwege auf die Bühne. In dem Stück, einem schmierigen Bürgerkriegsdrama, richtet er in der Rolle eines Soldaten der Nordstaaten ein ausgewachsenes Chaos an. Als sich Lionel und eine andere Schauspielerin namens Ethyl Norcrosse miteinander verloben, gerät Trilby in Wut und heiratet aus Trotz den arglosen Elmer, um Lionel eifersüchtig zu machen. Elmer glaubt anfangs, dass sie ihn wirklich liebt. Trilby hat Elmer aufgrund seiner makellosen Kleidung für einen reichen Mann gehalten, doch als sich herausstellt, dass er nur einem einfachen Beruf nachgeht, raten ihr Agent und der inzwischen wieder an ihr interessierte Lionel ihr zur Scheidung. 
Wenig später gerät Elmer zufällig in eine absonderliche Verfolgungsjagd, die auf einem Schiff mit lauter Gangstern endet, die heiße Ware transportieren. Bei einer Auseinandersetzung geht er über Bord, wird aber durch eine in der Nähe liegende Yacht gerettet. Die Yacht mit lauter reichen Menschen fährt aber nicht extra für ihn zum Hafen zurück, weshalb er erstmal als Matrose arbeiten muss. Auf der Yacht befinden sich auch Trilby und Lionel, die wieder an ihre alte Liebesbeziehung anknüpfen möchten. Auf einmal bricht ein Feuer im Maschinenraum aus. Passagiere und Besatzung flüchten auf ein Rettungsboot, nur zwei bleiben zurück: Elmer hatte im Maschinenraum versucht, das Feuer zu löschen, was ihm schließlich auch gelang, und bekam die Flucht der anderen deshalb nicht mit; Trilby war ohnmächtig geworden, wobei Lionel ihr keine Hilfe war und ohne sie das Schiff verließ.
Trilby ist verdutzt, dass sie sich auf einmal mit Elmer, den sie noch auf dem Land wähnte, alleine auf der Yacht befindet. Allerdings finden sie kaum Zeit zum Aussprechen, denn die Gangsterbande kapert die Yacht. Elmer muss fortan den Küchenjungen machen und hält Trilby vor den Gangstern versteckt, indem er sie mit Essen versorgt. Als der Gangsterboss Scarzi schließlich Trilby in ihrem Versteck findet, versucht er eine Vergewaltigung, wird aber von Elmer mit einer Flasche niedergeschlagen. Dank Elmers Cleverness und Trilbys weiblichem Charme gelingt es den beiden, die Gangster der Reihe nach außer Gefecht zu setzen. Als Scarzi wieder aufwacht, liefern er und Elmer sich einen längeren Kampf. Scarzi ist körperlich überlegen, aber Elmer kann sich mit Tricks immer wieder zurückkämpfen und ihn schließlich bewusstlos schlagen. 
Die Yacht wird schlussendlich sicher in den Hafen zurückgebracht und die Gangster werden verhaftet. Elmer möchte sich von Trilby verabschieden, doch diese macht ihm deutlich, dass sie ihn inzwischen liebt und mit ihm die Zukunft verbringen möchte.

## Kritiken
Der Filmdienst schreibt: „Nicht ganz auf der Höhe der besten Werke des Komikers, aber immer noch gute Unterhaltung.“ Diese Meinung ist die häufigste in der Filmkritik zu Trotzheirat, der sich demnach zwar nicht mit Keatons großen Meisterwerken messen lassen kann, aber deutlich besser als alle seine nachfolgenden Filme bei MGM gewesen sei.